# Port lotniczy Lomé
Port lotniczy Lomé – międzynarodowy port lotniczy położony w pobliżu Lomé. Jest największym portem lotniczym w Togo.

## Linie lotnicze i połączenia
| Linia Lotnicza         | Kierunek |
| ---------------------- | --- |
| Air Burkina            | 1. Kotonu 2. Wagadugu |
| Air Côte d'Ivoire      | 1. Abidżan |
| Air France             | 1. Niamey 2. Paryż-Charles de Gaulle |
| Air Peace              | 1. Lagos |
| ASKY Airlines          | 1. Abidżan 2. Abudża 3. Akra 4. Bamako 5. Bangi 6. Bandżul 7. Bissau 8. Brazzaville 9. Konakry 10. Kotonu 11. Dakar-Diass 12. Douala 13. Freetown 14. Kinszasa 15. Lagos 16. Libreville 17. Luanda 18. Monrovia 19. Ndżamena 20. Nairobi 21. Niamey 22. Wagadugu 23. Pointe-Noire 24. Praia 25. São Tomé 26. Jaunde |
| Brussels Airlines      | 1. Bruksela |
| CEIBA Intercontinental | 1. Malabo |
| Ethiopian Airlines     | 1. Addis Abeba 2. Newark 3. Waszyngton-Dulles |
| Royal Air Maroc        | 1. Casablanca |